# Gneisenau (slagschip)
De Gneisenau was een slagschip van de Scharnhorst-klasse van de Duitse Kriegsmarine. Het schip was genoemd naar de kruiser Gneisenau van admiraal Maximilian von Spee uit de Eerste Wereldoorlog. Dit schip was op zijn beurt genoemd naar de Pruisische generaal August Neidhardt von Gneisenau.

## Ontwerp en Bouw
Met de bouw van de Gneisenau werd in 1934 begonnen bij Deutsche Werke in Kiel. Enkele maanden later, op 5 juli 1934, werd de bouw gestopt. Na enige verbeteringen werd de bouw in mei 1935 hervat. In oktober 1939 werd de boeg van het schip aangepast in een zogeheten klipperboeg. Oorspronkelijk was het schip voorzien van een rechte boeg, maar die zorgde bij hoge vaart voor te veel overslaand buiswater. Tevens werden de rookhoeden van de schoorsteen vervangen.

## Operationele Inzet

### Uitvallen vanuit Duitsland
Op 8 oktober 1939 vertrok het schip samen met de kruiser Köln en negen torpedobootjagers voor een missie die erop gericht was de geallieerde schepen die op zoek waren naar de Lützow af te leiden.
Het was de bedoeling om de Britse patrouille tussen IJsland en de Faeröereilanden aan te vallen. Daarmee wou men de druk op de Britse Home Fleet hoog houden en verhinderen dat er schepen vrijgemaakt werden om op de Admiral Graf Spee te gaan jagen. De Duitse slagvloot met de Gneisenau en de Scharnhorst voer op 21 november 1939 uit en onderschepte op 23 november de Rawalpindi, een hulpkruiser van de Britse marine. De Rawalpindi had geen schijn van kans en werd tot zinken gebracht. Na het gevecht duikt een ander patrouillerend schip op, de Britse kruiser NewCastle. De Duitse schepen ondernemen echter geen actie tegen deze inferieure tegenstander maar varen prompt weg. Slechts 38 van de 276 bemanningsleden van de Rawalpindi overleefden de aanval. Net zoals de bedoeling was liep de hele Home Fleet prompt uit; de Britten wilden te allen prijze verhinderen dat de Duitse schepen uitbraken naar de Atlantische oceaan om daar konvooien aan te vallen. De Scharnhorst en Gneisenau weken echter uit naar het noorden en wachtten op slecht weer om ongemerkt terug te kunnen keren. Op 26 november verschalkten ze de linie van parouillerende Britse schepen tussen de Shetlands en Noorwegen door dicht onder de Noorse kust bij stormweer en slecht zicht door te breken. Op 27 november was het eskader al terug in Wilhelmshaven.

### Operatie Weserubung - De bezetting van Noorwegen
In april 1940 werd de Gneisenau samen met zijn zusterschip de Scharnhorst ingezet bij operatie Weserübung, de invasie van Noorwegen. Het had tot taak de Britse slagkruisers weg te lokken van de kwetsbare landingsplaatsen. Dat plan lukte, al wist de slagkruiser Renown wel een treffer te boeken die een van de hoofdgeschuttorens uitschakelde. Tijdens de operaties rond Noorwegen werd de Gneisenau door een Britse onderzeeboot getorpedeerd.

### Operatie Juno
Nadat het herstel was voltooid voeren beide schepen opnieuw uit richting Noorwegen. Tijdens hun zoektocht naar geallieerde koopvaardijschepen stuitten ze op het Britse vliegkampschip Glorious en de torpedobootjagers HMS Acasta en HMS Ardent, die allemaal tot zinken werden gebracht.

### Operatie Berlin
Na deze actie vertrokken de twee schepen onder leiding van vice-admiraal Günther Lütjens naar de Atlantische Oceaan. Ze brachten 22 geallieerde koopvaardijschepen tot zinken. Door dit succes werd Lütjens door Adolf Hitler en grootadmiraal Raeder bevorderd van schout-bij-nacht (Duits: Konteradmiral) tot vice-admiraal.

### Operatie Cerberus
Na de avonturen op de Atlantische Oceaan gingen de twee schepen in Brest in dok. Ze werden echter voortdurend geplaagd door luchtaanvallen en liepen veelvuldig averij op. Nieuwe operaties op de Atlantische Oceaan moesten hierdoor uitgesteld worden. Nadat het herstel was voltooid, ontsnapten de zusterschepen begin 1942 op klaarlichte dag samen met de Prinz Eugen door het Kanaal en wisten ze alle Britse aanvallen af te slaan (operatie Cerberus). De Gneisenau liep ter hoogte van Terschelling echter op een zeemijn en moest in Kiel in dok. De Royal Air Force slaagde er niet veel later in het schip zwaar te beschadigen. De voorste hoofdgeschuttoren brandde geheel uit

### Uitdienststelling
De Kriegsmarine wilde toen een langgekoesterde wens in vervulling laten gaan: het vervangen van de te licht bevonden 28cm-kanonnen door 38cm-kanonnen. De Gneisenau vertrok hiervoor naar de haven van Gotenhafen, het huidige Poolse Gdynia. Hier was het veilig voor luchtaanvallen door de RAF en werd begonnen met het vervangen van het zware geschut.
Na de zeeslag in de Barentszzee, op 31 december 1942, waarbij twee Duitse kruisers faalden in hun poging door het escorte van een konvooi te breken en de koopvaardijschepen tot zinken te brengen, besloot Hitler in januari 1943 om alle nog operationele Duitse zware schepen van de sterkte af te voeren, omdat hun rol volgens hem was uitgespeeld. De verbouwing van de Gneisenau werd gestaakt en de bemanning monsterde af. Het bestelde 38cm-geschut werd ingezet bij de kustverdediging, waaronder in Fort Hanstholm in Denemarken.
In 1945 werd de Gneisenau tot zinken gebracht in de haven van Gotenhafen.